# Rjúzó Torii
Rjúzó Torii (japonsky 鳥居 龍藏, Torii Rjúzó; 4. dubna 1870, Tokušima na Šikoku – 14. ledna 1953 v Tokiu) byl japonský antropolog, archeolog, etnolog a folklorista. Byl známý svým antropologickým výzkumem v Číně, Tchaj-wanu, Koreji, Rusku, Evropě a dalších zemích. Jeho výzkum ho zavedl po celé východní Asii a Jižní Americe. V roce 1895 poprvé při práci v terénu v severovýchodní Číně použil fotoaparát.

## Životopis
V roce 1896 se stal členem antropologické společnosti v Tokiu, která byla založena v roce 1884. V roce 1922 získal titul profesora na univerzitě v Tokiu na Institutu antropologického výzkumu. Toriův mentor Tsuboi Shogoro (1863–1913) založil v Tokiu v roce 1893 japonskou etnologii.
Torii provedl výpravy do Mandžuska a terénní výzkumy mezi domorodými obyvateli Tchaj-wanu. Byl jedním z prvních japonských vědců, kteří používali ve velkém měřítku fotografii. Provedl další výzkum na Okinawě, na Kurilských ostrovech, Číně, Mongolsku, Koreji, Sachalinu, Sibiři, Peru, Brazílii a Bolívii.
Od roku 1906 do roku 1908 cestoval po východní mongolské náhorní plošině a informoval o řadě archeologických nalezišť, včetně místa Hongshanhou, stejnojmenného místa kultury Hongshan.
Patřil mezi první antropology, kteří při své práci používali fotoaparát. Na Tchaj-wanu pořídil více než 800 snímků domorodých kmenů. Tato sbírka je považována za jednu z nejdůležitějších z japonské koloniální éry (1895–1945).
Jeho práci se věnuje Torii-muzeum v Naruto na Tokušimě. V 90. letech 20. století byla jeho díla prezentována na dvou výstavách. V roce 1991 proběhla výstava Lost World on a Dry Plate: Torii Ryuzo's Asia v Tokijském univerzitním muzeu a o tři roky později Images throughout the Century: Taiwan Aborigines in the Eyes of Torii Ryuzo v muzeu Shung Ye původního domorodého obyvatelstva na Tchaj-wanu.

## Galerie

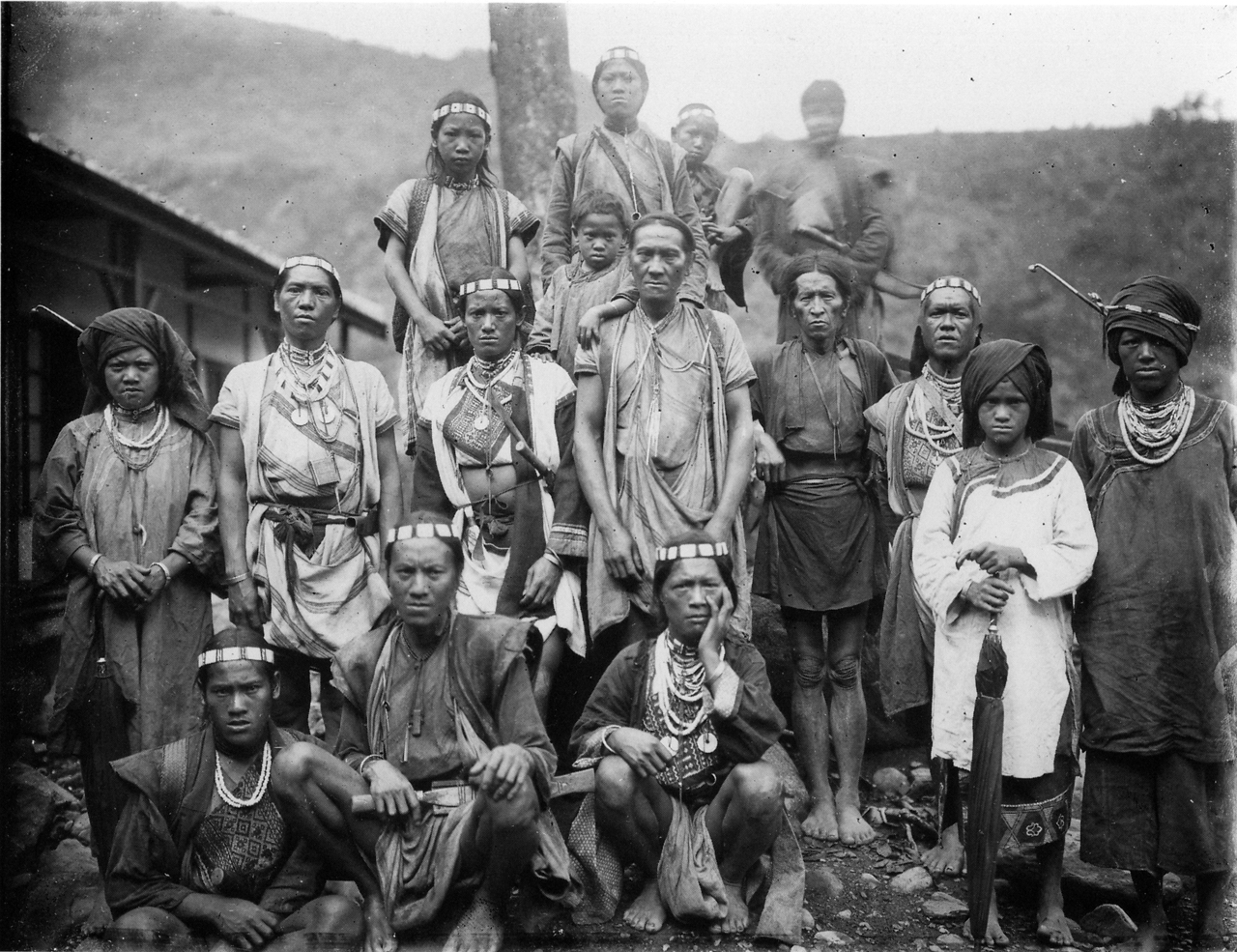
Tchajwanští domorodci
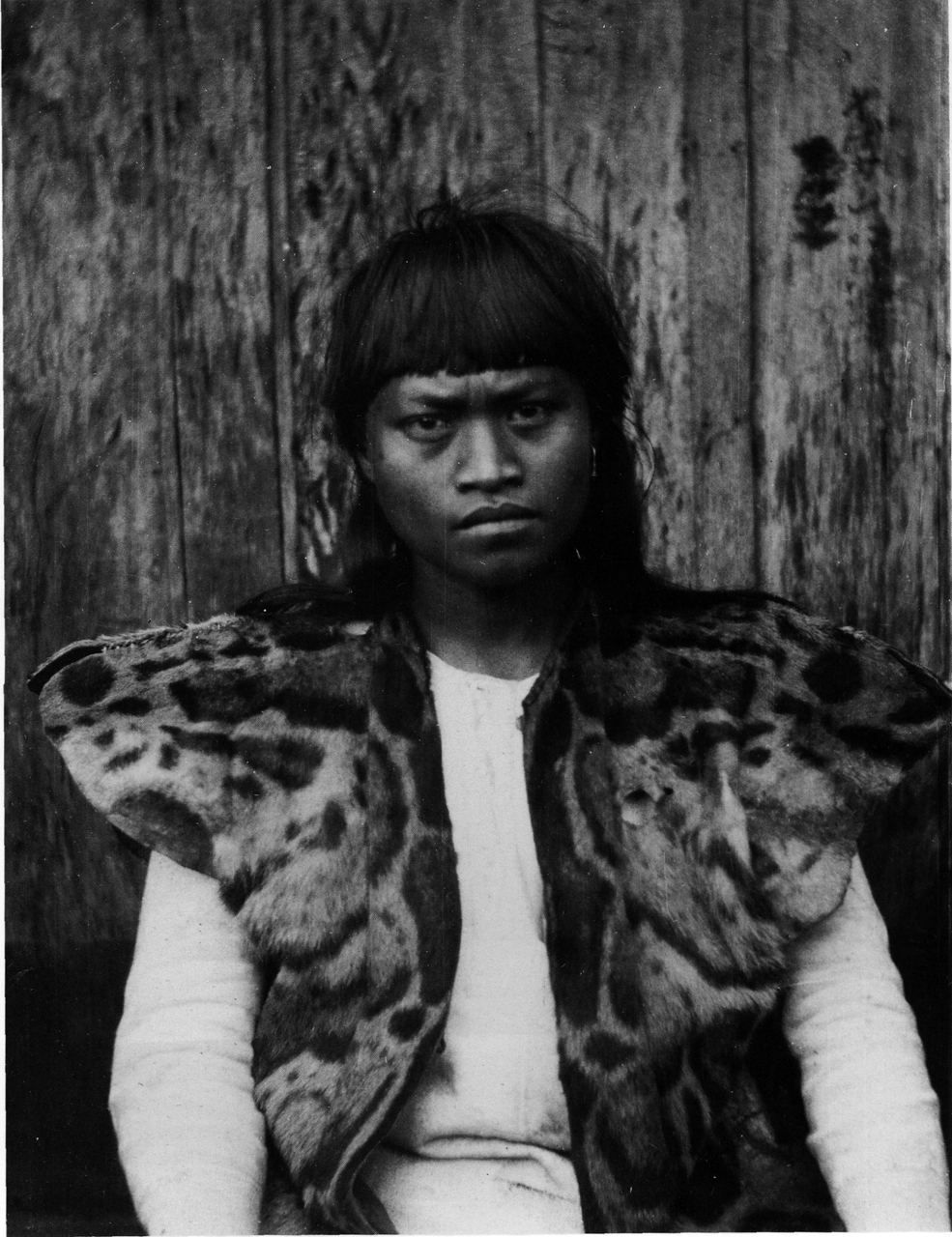
Tchajwanský domorodec mající na sobě leopardí srst, asi 1900
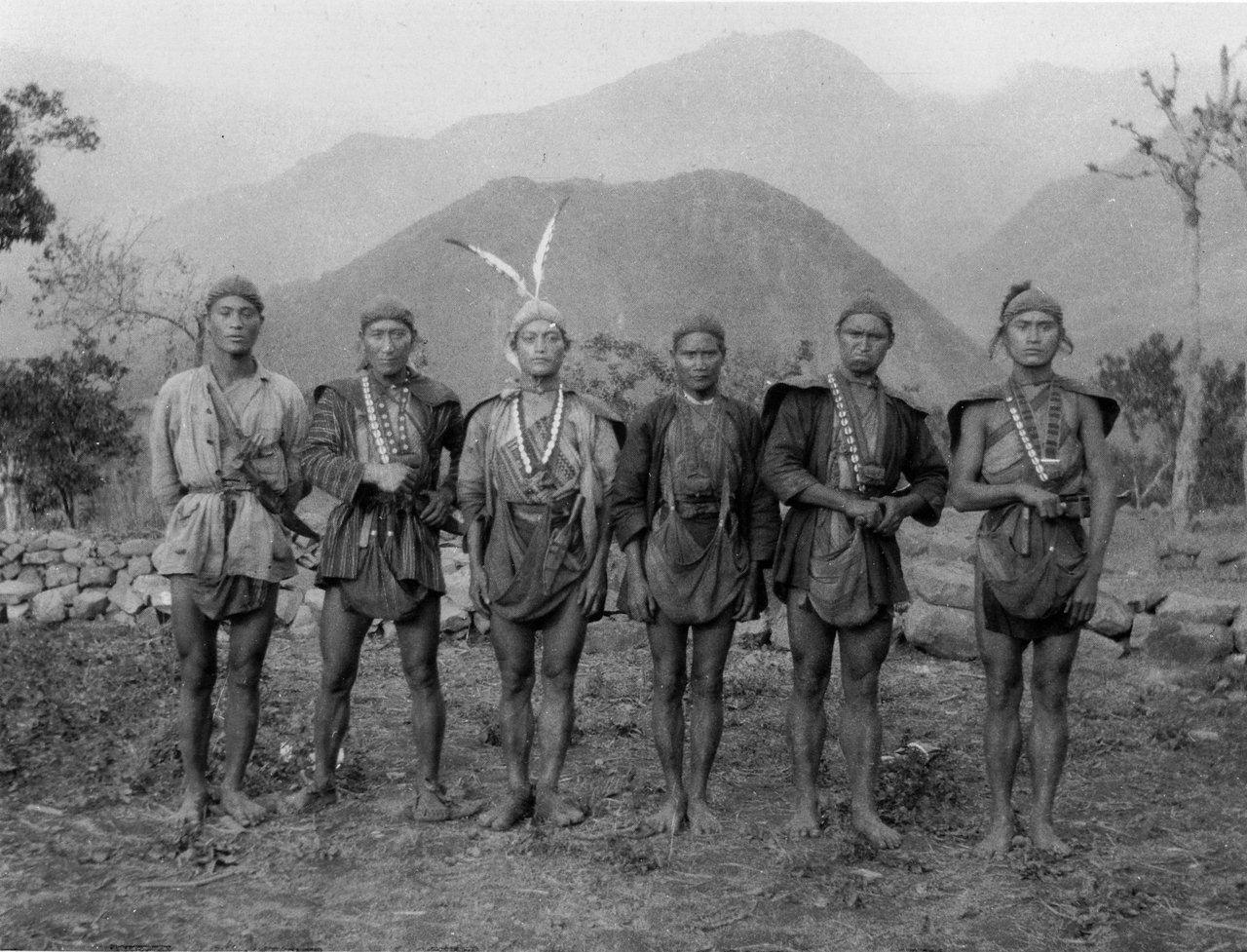
Tchajwanští domorodci
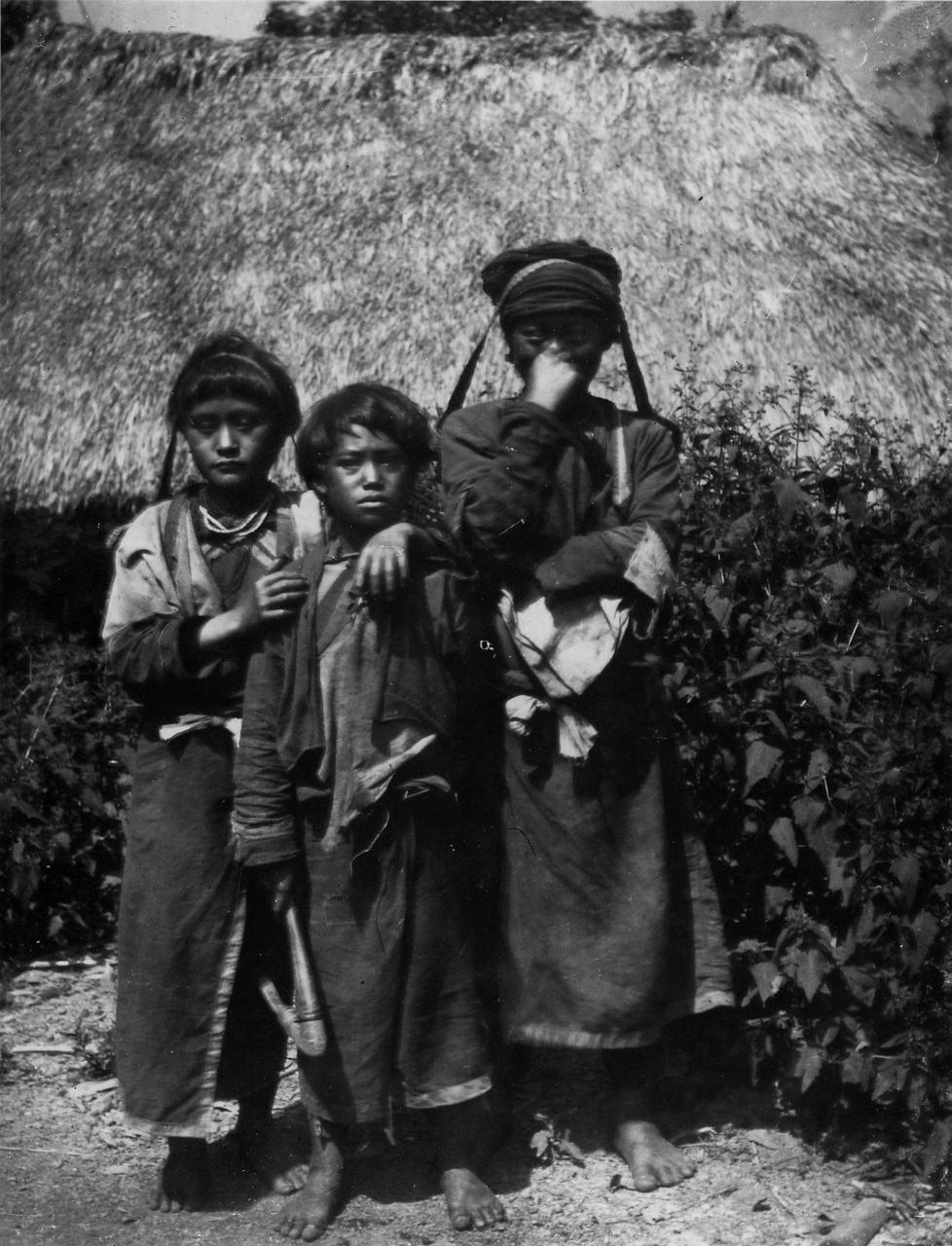
Tchajwanští domorodci
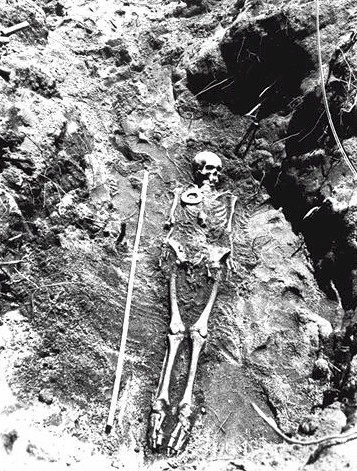
Hrob
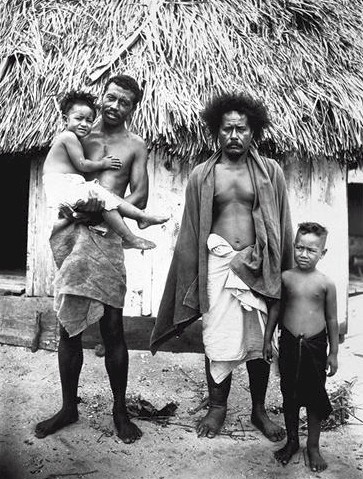
1915
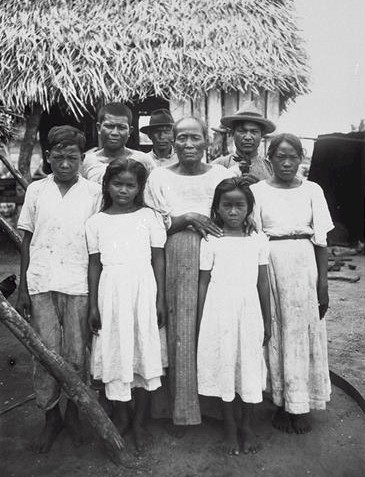
1915